# Liste der Kinos in Berlin-Karow
Die Liste der Kinos in Berlin-Karow beschreibt das Kino, das im heutigen Berliner Ortsteil Karow existiert hat. Die Liste wurde nach Angaben aus den Recherchen im Kino-Wiki aufgebaut und mit Zusammenhängen der Berliner Kinogeschichte aus weiteren historischen und aktuellen Bezügen verknüpft. Sie spiegelt den Stand der in Berlin jemals vorhanden gewesenen Filmvorführeinrichtungen als auch die Situation im Januar 2020 wider. Danach gibt es in Berlin 92 Spielstätten, was Platz eins in Deutschland bedeutet, gefolgt von München (38), Hamburg (28), Dresden (18) sowie Köln und Stuttgart (je 17). 
Gleichzeitig ist diese Zusammenstellung ein Teil der Listen aller Berliner Kinos und der Ortsteillisten.
| Name/Lage                | Adresse     | Bestand   | Beschreibung | Bild   |
| ------------------------ | ----------- | --------- | --- | ------ |
| Filmeck Alt-Karow (Lage) | Alt-Karow 2 | 1948–1953 | Das Kino „Filmeck“ bestand als Ladenkino von 1948 bis 1953. Der Rand Berlins wurde im Nachkriegsdeutschland aufgrund der (gegenüber der Innenstadt) unzerstörten Strukturen bevorzugt für kulturelle Einrichtungen genutzt. Die Stadtvilla (ehemals: Gasthof Lindenpark Dorfstraße 41) liegt am südlichen Ende des alten Karower Ortskerns an der Kreuzung mit der gegenüberliegenden Bahnhofstraße. Nach Süden führt die Straße als Blankenburger Chaussee, und die Straße 52 (vormals Malchower Weg) führt seitwärts in die Vorstadtsiedlung. Im Adressbuch 1943 ist neben der Gaststätte auch das Amt für Volkswohlfahrt im Hause ansässig. 1950 sind für das Filmeck mit seinen 212 Plätzen Horst Wiechert als Inhaber und Herta Röhr als Geschäftsleiter angegeben. An sieben Tagen der Woche wurden jeweils zwei Vorstellungen gegeben. Nachdem der Kinobetrieb eingestellt wurde, ist in den 1960er und 1970er Jahren die Gaststätte Golka (Inhaberin Lotte Golka) und ab 1981 die HO-Gaststätte Alt-Karow genannt. Das Haus – in dem sich zeitweise das Kino befand – wird aktuell als Hotel Alt-Karow mit Restaurant betrieben, zudem ist das auf 1895 datierte Ensembleteil aus Gaststätte und Scheune innerhalb der „Dorfanlage Alt-Karow“ als Baudenkmal aufgenommen. | [ 11 ] |